# Красне (Старицький район)
Красне (рос. Красное) — присілок в Старицькому районі Тверської області Російської Федерації.
Населення становить 401 особу. Входить до складу муніципального утворення сільське поселення станція Стариця.

## Історія
Від 2005 року входить до складу муніципального утворення сільське поселення станція Стариця. Раніше населений пункт належав до Красновського сільського округу.

## Населення
| 1859 | 1886 | 1989 | 2002 | 2010 |
| ---- | ---- | ---- | ---- | ---- |
| 160  | ↘143 | ↗443 | ↘400 | ↗401 |